# 富山県獣医師会
公益社団法人富山県獣医師会（こうえきしゃだんほうじんとやまけんじゅういしかい 英称 Toyama Veterinary Medical Association）は、富山県の獣医師を会員とする公益社団法人。

## 本部所在地
- 〒930-0901 富山県富山市手屋3-10-15 富山県獣医畜産会館1階

## 業務内容
- 獣医師会員の学術技能向上のための研修会・講習会事業等の実施
- 富山県との動物に関する連携事業
- 疾病している野鳥の保護・救護
- 県内各学校で飼われている動物の飼育指導
- 県内各市町村との動物に関する連携事業
- 狂犬病の予防接種・防止活動